# Vireo
Vireo is een geslacht van zangvogels uit de familie Vireonidae (vireo's). Het geslacht telt 33 soorten.

## Soorten
- Vireo altiloquus – Baardvireo
- Vireo atricapilla – Zwartkapvireo
- Vireo bairdi – Cozumelvireo
- Vireo bellii – Bells vireo
- Vireo brevipennis – Leigrijze vireo
- Vireo caribaeus – San-Andrésvireo
- Vireo carmioli – Geelbandvireo
- Vireo cassinii – Cassins vireo
- Vireo chivi – Chivivireo
- Vireo crassirostris – Dikbekvireo
- Vireo flavifrons – Geelborstvireo
- Vireo flavoviridis – Geelgroene vireo
- Vireo gilvus – Orpheusvireo
- Vireo gracilirostris – Noronhavireo
- Vireo griseus – Witoogvireo
- Vireo gundlachii – Cubaanse vireo
- Vireo huttoni – Huttons vireo
- Vireo hypochryseus – Goudbuikvireo
- Vireo latimeri – Puertoricaanse vireo
- Vireo leucophrys – Witbrauwvireo
- Vireo magister – Yucatánvireo
- Vireo masteri – Chocóvireo
- Vireo modestus – Jamaicaanse vireo
- Vireo nanus – Platsnavelvireo
- Vireo nelsoni – Dwergvireo
- Vireo olivaceus – Roodoogvireo
- Vireo osburni – Osburns vireo
- Vireo pallens – Mangrovevireo
- Vireo philadelphicus – Philadelphiavireo
- Vireo plumbeus – Loodkleurige vireo
- Vireo sclateri – Tepuivireo
- Vireo solitarius – Brilvireo
- Vireo vicinior – Grijze vireo